# Altalena
Die Altalena war ein ehemaliges US-Landungsschiff, mit dem die revisionistische jüdische Untergrundorganisation Irgun Zwai Leumi (Etzel) im Jahre 1948 während des Palästinakrieges Kämpfer und Waffen unter Umgehung eines UN-Embargos nach Israel brachte. Als Altalena-Affäre bezeichnet man die Fahrt, den Streit um die Waffenverteilung und die Versenkung des Schiffs durch die Hagana (danach IDF) und die Untergrundorganisation Palmach. Bei dem Vorfall starben neunzehn Juden, und Israel wurde an den Rand eines Bürgerkrieges (Bruderkrieg in Anlehnung an Kain und Abel) gebracht. Dabei schossen Juden auch auf Holocaustüberlebende, und es kam zu zahlreichen Befehlsverweigerungen. Der Vorfall verschärfte die Feindschaft zwischen Ben Gurion von der MAPAI, der die Versenkung veranlasst hatte, und Menachim Begin, dem Führer der Etzel-Bewegung, und hinterließ einen kaum aufgearbeiteten tiefen Graben in der israelischen Politik und Gesellschaft. Mit Jitzchak Rabin als zufälligem lokalem Truppenführer der Palmach waren ein regierender und zwei künftige Ministerpräsidenten sowie zahlreiche spätere politische Schwergewichte Israels in den Vorgang verwickelt. Ben Gurion, der von einem Putschversuch sprach, konnte in der Gründungsphase Israels die Staatsmacht und damit seine Position festigen; wenig später löste er die linke Palmach und die rechte Lechi auf.

## Altalena-Affäre

### Politischer Hintergrund
Als die britischen Streitkräfte das Mandatsgebiet Palästina verließen, erklärte Ben Gurion am 14. Mai 1948 die Unabhängigkeit Israels und der Palästinakrieg verschärfte sich. Am 15. Mai erklärte Begin als Führer der militanten Irgun, dass diese sich dem Staat unterordnen, aber außerhalb der Staatsgrenzen weiterhin für eine Befreiung der jüdischen Heimat (insbesondere Jerusalems) kämpfen würde. Nach der Gründung der israelischen Verteidigungsstreitkräfte und dem Verbot von Milizen wurde Jisrael Galili als ehemaliger Stabschef der Untergrundorganisation Hagana Stabschef der neu entstehenden Armee und handelte mit Begin die Integration der Irgun in die Armee aus. Obwohl zwischen Hagana und der kleineren Irgun Konsens über die Priorität des Kampfes gegen die arabischen Gegner bestand, blieb ein tiefes Misstrauen zwischen den beiden Organisationen bestehen, das insbesondere auf dem Mordfall Chaim Arlosoroff 1933, der Beihilfe der Hagana bei der Verfolgung der Irgun durch die Briten (Jagdsaison) nach dem Mord an Lord Moyne 1944 und persönlichen Animositäten zwischen Ben Gurion und Begin beruhte.

### Ausrüstung und Fahrt nach Israel

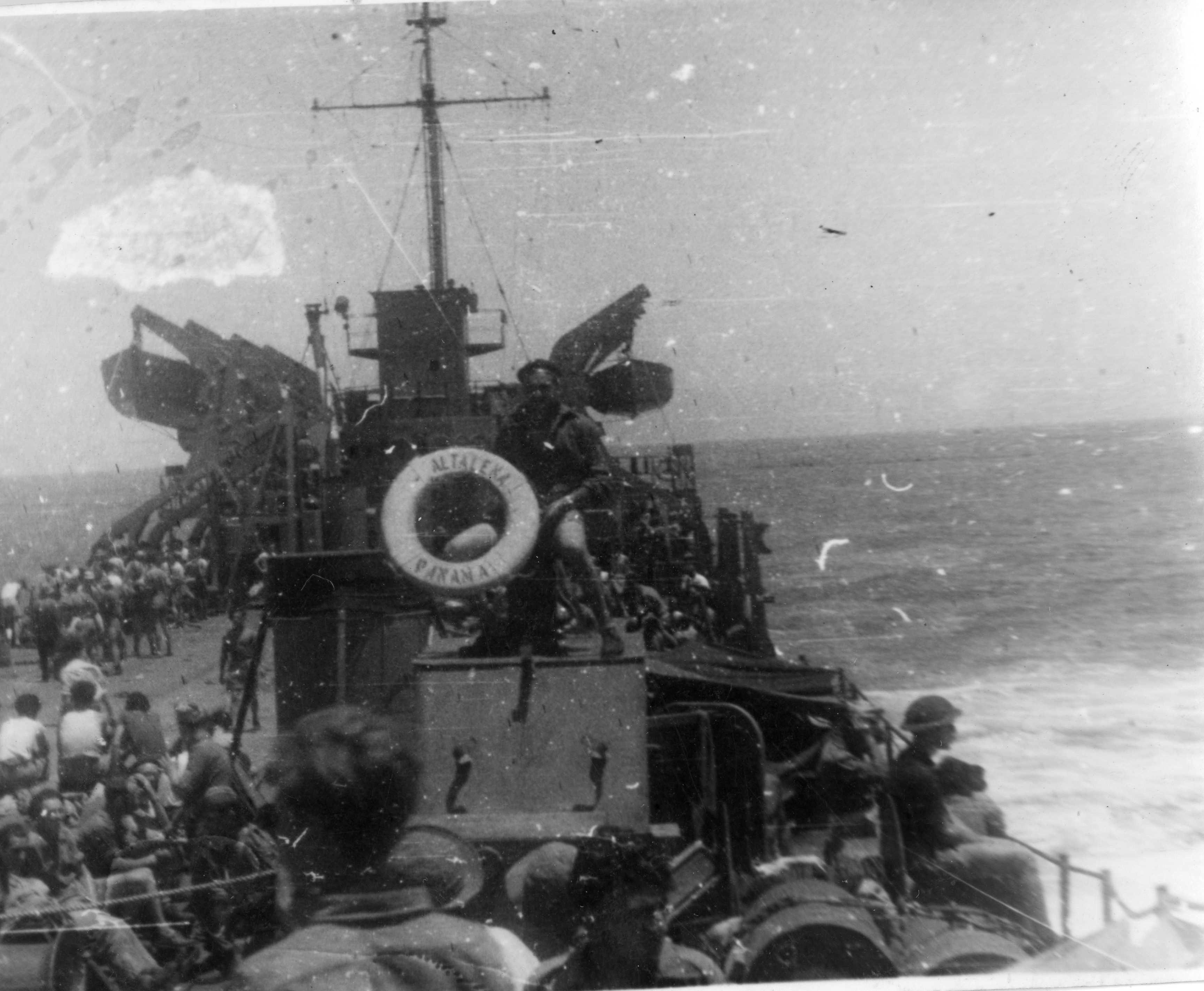
Auf Deck, 1948

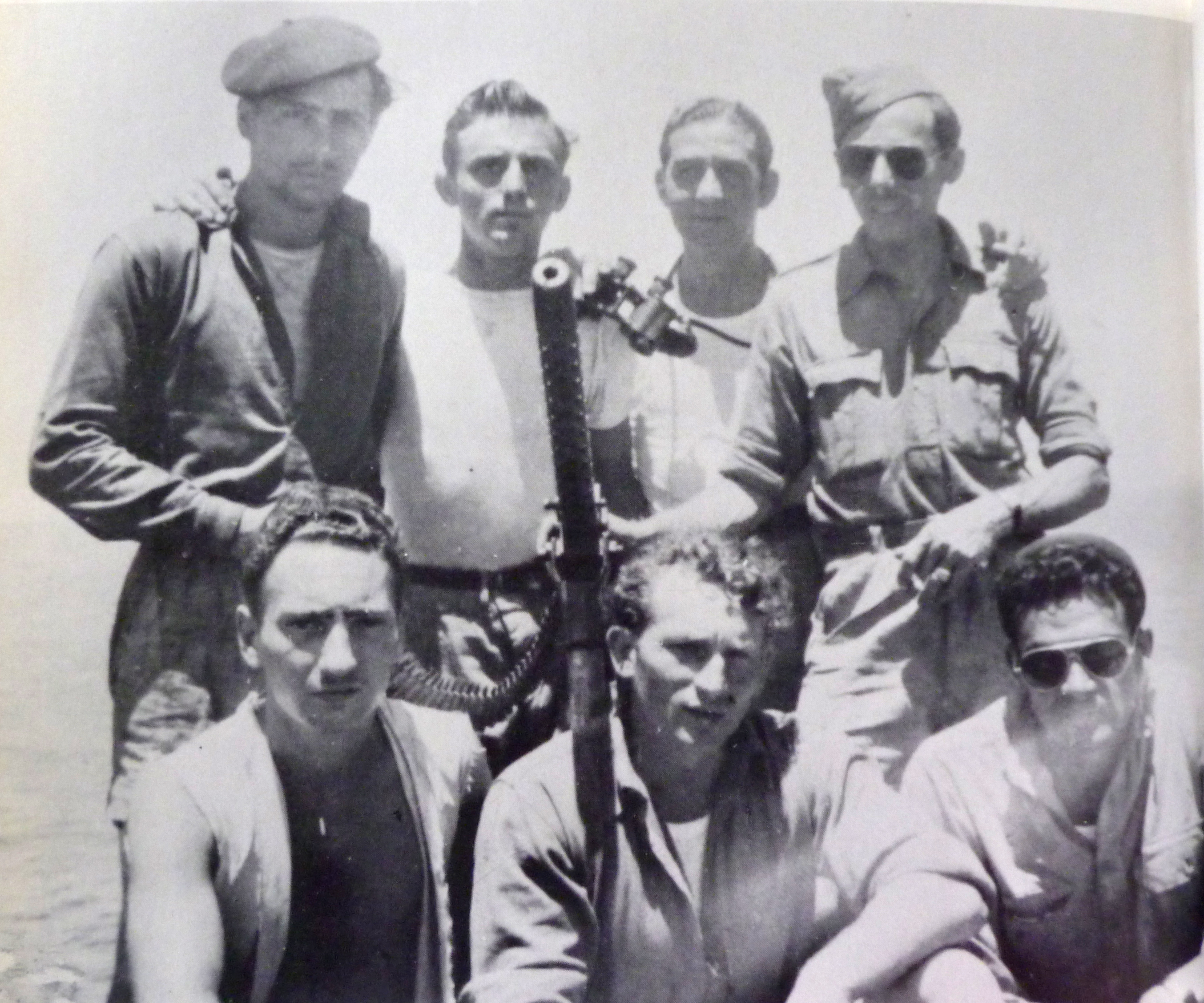
Besatzungsmitglieder

Nach ihrer Aktion mit dem Migrantenschiff Ben Hecht erwarb die Bergsongruppe ein Landungsboot der US-Streitkräfte, um sich weiterhin für die Irgun in der illegalen Migration nach Palästina zu engagieren. Das Schiff wurde in Altalena, das Schriftstellerpseudonym des revisionistischen Zionistenführers Zeev Jabotinsky, umgetauft. Der Schiffsname sollte ein Signal für Zionisten sein und für andere Menschen bedeutungslos klingen. Das Schiff wurde zunächst fast ein Jahr als Trampfrachter eingesetzt; ab Februar 1948 pendelte es nur noch zwischen Marseille und Casablanca. Es sollte bereitstehen, wenn Waffenlieferungen und die Ankunft der Passagiere organisiert wären. Ursprünglich sollte die Altalena Israel am 15. Mai 1948, dem offiziellen Tag des Abzugs der britischen Mandatsmacht, erreichen. Der Waffenkauf und die Organisation der Aktion benötigten jedoch mehr Zeit als erwartet.
Der französische Außenminister Georges Bidault veranlasste aus Gründen der französisch-britischen Konkurrenz im Nahen Osten und um die arabische Seite zum Schutz der französischen Position in Nordafrika zu schwächen, eine Waffenlieferung im Wert von 150 Millionen Franc. Darüber schloss das französische Verteidigungsministerium einen Geheimvertrag mit der Irgun ab. Am 29. Mai lief die Altalena in Port-de-Bouc ein, um auf Ladung und Passagiere zu warten. Ein Hagana-Vertreter in Paris verständigte Ben Gurion telegrafisch über die Waffenlieferung. Am 11. Juni trafen 940 Passagiere aus fünfzehn verschiedenen Ursprungsländern von einem Trainingslager bei Marseille ein, die nach Israel wollten. Die Hagana hatte zuvor ein Angebot abgelehnt, auch Anhänger der Hagana auf dem nur teilweise beladenen Schiff mitfahren zu lassen. Am selben Tag legte das Schiff mit Eliyahu Lankin als Befehlshaber des Unternehmens und Monroe Fein, einem amerikanischen Veteranen des Pazifikkrieges, als Kapitän ab. Das Irgun-Hauptquartier in Paris informierte ihre Führer in Israel nicht, da es befürchtete, die Nachricht über das Schiff könne abgefangen werden. Die BBC berichtete noch am gleichen Tag vom Auslaufen des Schiffes mit Waffen und Kämpfern an Bord und vom Abschluss eines Waffenstillstands zwischen Israel und den arabischen Staaten, der die Einfuhr von Waffen und die Einwanderung von Männern im wehrfähigen Alter für einen Monat verbot. Während die Irgunführung aus Israel vergeblich versuchte, Funkkontakt mit dem Schiff aufzunehmen, um es zu stoppen, fuhr Kapitän Fein mit einer defekten Funkanlage auf einem Zickzackkurs hauptsächlich nachts weiter Richtung Israel. Aus Angst vor einem britischen Abfangmanöver wurden Maschinengewehre an Deck montiert, und Soldaten mit Kriegserfahrung bildeten täglich eine kleine Einheit für eine Notfalllandung an einem feindlichen Küstenabschnitt aus.
Am 15. Juni trafen sich Menachem Begin und weitere Führer der Irgun mit Repräsentanten der provisorischen Regierung, um über das weitere Vorgehen zu verhandeln. Man einigte sich darauf, das Schiff landen zu lassen. Die Irgun zog den Strand von Tel Aviv vor, die staatlichen Vertreter legten den Strand von Kfar Vitkin nördlich der Stadt Netanja, einer Hochburg der israelischen Arbeiterpartei Mapai von Ben Gurion, fest. Dadurch sollte die Anlandung vor UN-Beobachtern verborgen bleiben. Meinungsverschiedenheiten gab es über die Verteilung der Waffen. Verteidigungsminister Galili als Abgesandter von Ben Gurion gestand der Irgun zu, 20 Prozent der Waffen an das Jerusalem Bataillon zu geben. Begin forderte, mit den restlichen 80 Prozent die in die israelischen Verteidigungsstreitkräfte eingegliederten Bataillone der Irgun auszurüsten. Dem widersprach Ben Gurion, da er befürchtete, Begin und die Irgun wollten eine „Armee in der Armee“ aufbauen.

### Anlandung in Kfar Vitkin
Am Abend des 19. Juni erreichte das Schiff Israel, nicht am vorgesehenen Landungsort Kfar Vitkin, sondern irrtümlich nahe einem Kraftwerk bei Tel Aviv. Die Insassen eines ausgesandten Landungsbootes wurden irrtümlich beschossen, weil sie von wachhabenden Soldaten in der Nacht zunächst für arabische Angreifer gehalten worden waren. Am Spätnachmittag des 20. Juni erreichte die Altalena Kfar Vitkin. Begin und andere Führer der Irgun warteten am Strand, als die Irgunkämpfer das Schiff entluden. Die Altalena wurde von zwei Korvetten der israelischen Marine beobachtet, wobei deren Kommandeur Paul Shulman registrierte, dass die Altalena und die Irgunmitglieder nicht feindselig oder kampfbereit seien.
Während die Irgun am Strand von Kfar Vitkin die Altalena entlud, trafen sich in Tel Aviv die Mitglieder der provisorischen Regierung. David Ben-Gurion war zu der Überzeugung gelangt, dass die Irgun eine Bedrohung des Staates sei. Er forderte die bedingungslose Kapitulation der Irgun und die Übergabe aller ihrer Waffen. Die Israelischen Verteidigungsstreitkräfte wurden aufgefordert, alles Nötige zu veranlassen, um die Irgun in Kfar Vitkin zur Aufgabe zu bewegen und das Schiff und die Waffen zu konfiszieren. Der Befehlshaber der „Alexandroni-Brigade“, Dan Even, wurde mit der Ausführung des Befehls beauftragt. Auf einem nahegelegenen Luftwaffenstützpunkt sollten sich mehrere Flugzeuge für eine mögliche Bombardierung der Altalena bereithalten. Als sich mehrere Piloten weigerten, dem Befehl zum Angriff auf „ihre Brüder“ nachzukommen, wurde das Vorhaben abgebrochen.
Am nächsten Tag wurde das Gebiet um Kfar Vitkin weiträumig umstellt. Dan Even forderte die Irgun unter Menachem Begin ultimativ auf, die Waffen zu übergeben. Er räumte ihr nur zehn Minuten Bedenkzeit ein, um ihr keine Zeit für Gegenmaßnahmen zu lassen. Begin wollte dieses Ultimatum nicht erfüllen und sandte seinen Vertrauten Meridor zu Verhandlungen. Die Alexandroni-Brigade griff an. Einige Soldaten verweigerten den Befehl; später wurden acht von ihnen vor ein Kriegsgericht gestellt. Sechs Irgunmitglieder und zwei Soldaten starben bei dem Gefecht. Die Irgun-Kommandeure Begin, Stavsky, Lankin und Merlin entschieden, mit einigen Dutzend Unterstützern auf der Altalena Tel Aviv zu erreichen, um dort mit stärkerer öffentlicher Unterstützung zu einer Einigung zu gelangen.
Auf Vermittlung der Siedler von Kfar Vitkin wurde eine Feuerpause vereinbart, und die Übergabe der am Strand befindlichen Waffen an die Armee begann. In einer Mitteilung des Militärs wurde verlautbart, dass die Dissidenten der Irgun den Strand von Kfar Vitkin besetzt und das Feuer mit Maschinengewehren, Antipanzerwaffen und einem Mörser auf herannahende Armeeeinheiten eröffnet hätten. Dass der Strand als Landungsort von der Regierung zugewiesen worden war, wurde verschwiegen.

### Beschuss in Tel Aviv

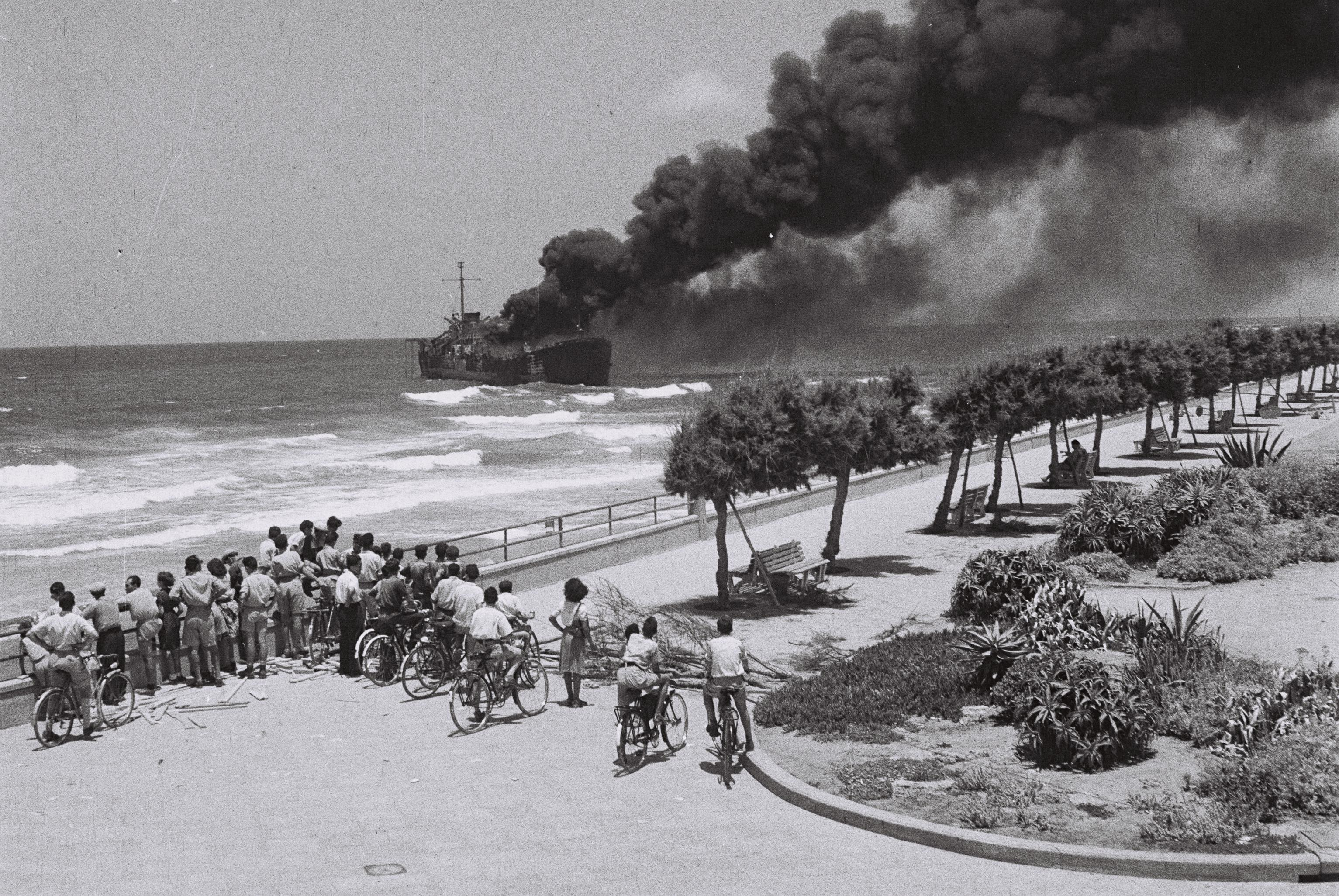
Die brennende Altalena vor Tel Aviv, Aufnahme von Hans Pinn

Inzwischen war die Altalena mit Begin an Bord auf dem Weg nach Tel Aviv. Er hoffte, dort die restlichen Waffen an Land bringen und gleichzeitig neue Verhandlungen mit der provisorischen Regierung führen zu können. Verfolgt von zwei israelischen Kriegsschiffen, mit gelegentlichem Schusswechsel, strandete die Altalena am Morgen des 22. Juni 1948 etwa 150 Meter vor dem Strand gegenüber dem Hauptquartier der Palmach im Hotel Riz. Mehrere Bürgermeister aus umliegenden Gemeinden verlangten von Ben Gurion eine Waffenruhe. Innenminister Jitzchak Gruenbaum traf sich zum Ärger des Kabinetts auf eigene Faust mit Stavsky, um über die Verteilung der Waffen zu verhandeln. Um 4 Uhr morgens erklärte die Marine Ben Gurion, man könne das Schiff mit Rauchgranaten beschießen und es dann von See her entern; so würden Waffen und Munition erhalten bleiben. Doch Ben Gurion befahl Jigael Jadin, sofort Truppen um Tel Aviv zu konzentrieren und das Schiff mit Gewalt einzunehmen. Da der dortige Hagana-Befehlshaber befürchtete, dass sich seine Soldaten einem Angriffsbefehl widersetzen könnten, wurde die Palmach unter Yigal Allon vom Generalstab mit der Operation „Purge“ beauftragt. Die Palmach war mit der Irgun verfeindet und schon an der Verfolgung von Irgunmitgliedern während der sogenannten „Jagdsaison“ nach der Ermordung von Lord Moyne beteiligt gewesen.
Währenddessen kursierten unterschiedlichste Gerüchte in der Stadt, die Zufahrtsstraßen wurden abgesperrt und Irgunmitglieder verließen ihre Armeeeinheiten, um zum Strand zu gelangen. In dieser aufgeheizten Atmosphäre war Jitzchak Rabin als junger Palmachkommandeur zufällig im Hauptquartier der Palmach, um seine Freundin zu besuchen. Er wurde von Allon informiert, dass die Irgun den Strand einnehmen und Waffen anlanden wolle, und zum Befehlshaber der örtlichen Palmachkräfte ernannt.
Als von der Altalena eine Barkasse, beladen mit Waffen und einem Dutzend bewaffneter Kämpfer, zum Strand fuhr und dort mit Hilfe am Strand befindlicher Irgunmitglieder entladen wurde, kam es zu einem ersten Feuergefecht, bei dem die Palmachzentrale von einer PIAT getroffen wurde. Einige Soldaten der israelischen Armee hatten sich zuvor geweigert, auf die Irgun zu schießen. Als die Barkasse um 11:30 Uhr ein zweites Mal zum Strand fuhr, kam es zu einem weiteren Feuergefecht, bei dem zwei Besatzungsmitglieder getötet wurden und Abraham Stavsky tödlich verwundet wurde. Hunderte von schaulustigen Israelis verfolgten, wie Juden auf Juden schossen. Rabin gelang es dann, mit der Irgun die Einstellung des Feuers zu erreichen, damit es zu keinem gegenseitigen Massaker käme. Manche Soldaten der Kiryati-Brigade verließen währenddessen ihre Stellungen, da sie nicht auf Juden schießen wollten. Die Irgunbesatzung machte keine Anstalten zur Übergabe des Schiffes und durfte ihre Verletzten nicht an Land bringen, da man befürchtete, sie würde dabei auch weitere Waffen anlanden.

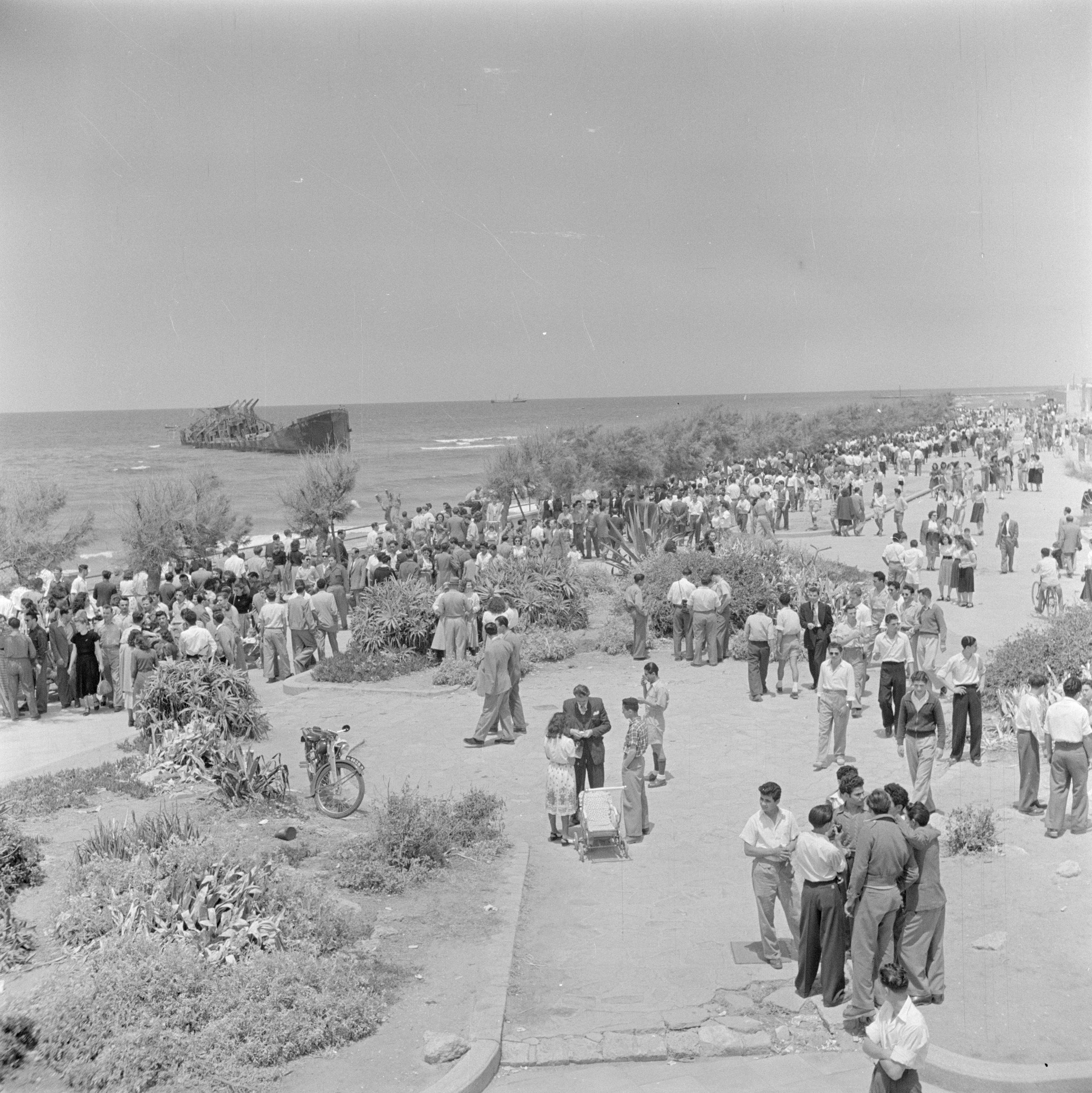
Strandpromenade mit Wrack an einem Sabbat

Am frühen Nachmittag fand eine Krisensitzung des Kabinetts statt. Nachdem Ben Gurion gewarnt hatte, dass es sich um einen Versuch der Irgun handle, die Armee und den Staat zu zerstören, wurde mit 7 zu 2 Stimmen beschlossen, keine Verhandlungen mit der Irgun aufzunehmen. Der Irgun wurde befohlen, die Altalena zu übergeben. Um 16 Uhr gab Ben Gurion den Befehl, die Altalena anzugreifen. Nachdem drei Artilleriegranaten im Meer explodiert waren, hisste Kapitän Fein die weiße Flagge zum Zeichen der Übergabe, aber einen Moment später traf eine Granate das Schiff und setzte es in Brand. Einige Palmach- und Armeeeinheiten feuerten auf die im Wasser schwimmenden Überlebenden, und am Strand und den anliegenden Straßen kam es noch Stunden später zu vereinzelten Kämpfen. Begin, der seine Anhänger an Bord der Altalena aufgefordert hatte, das Feuer nicht zu erwidern, wurde an Land gebracht und rief am Abend seine Anhänger über einen Untergrundsender auf, keinen „Bruderkrieg“ zu beginnen.
Verteidigungsminister Jigael Jadin ordnete die Operation Purification an. Unter Kriegsrecht befahl er außergesetzliche Razzien durch Sturmeinheiten auf Irgunzentren in Tel Aviv. Das Ergebnis der Aktion war die widerstandslose Festnahme von 200 Kämpfern der Irgun. Die meisten der 200 Irgun-Aktivisten wurden nach wenigen Wochen aus der Haft entlassen. Fünf Kommandeure (Moshe Hason, Eliyahu Lankin, Yaakov Meridor, Bezalel Amitzur und Hillel Kook) wurden nach etwas mehr als zwei Monaten, am 27. August 1948, entlassen. Alle wurden später in die Israelische Armee integriert.
16 Mitglieder der Irgun und drei Soldaten der Israel Defense Forces kamen bei den Aktionen in Kfat Vitkin und Tel Aviv ums Leben. Unter den gefallenen Kämpfern der Altalena-Truppe befand sich auch Abraham Stavsky, einer der Verdächtigen im Mordfall Chaim Arlosoroff. Die getöteten sechzehn Irgunanhänger wurden auf dem Nachalat-Jitzchaq-Friedhof in Givʿatajim beigesetzt.
In einer Kabinettssitzung wurde das Regierungsvorgehen kritisiert. Für vier religiöse zionistische Minister war die Versenkung der Altalena undemokratisch und rechtswidrig und sie forderten Aufklärung. Von ihnen traten zwei Minister der Mizrahi-Partei zurück, während Innenminister Gruenbaum und Handelsminister Bernstein in der Regierung blieben. Das Wrack, das zunächst über ein Jahr lang vor dem Strand lag, möglicherweise als warnendes Mahnmal, wurde auf Geheiß der Regierung auf die offene See geschleppt und dort versenkt, nachdem die von Begin neu gegründete Cherut zum Jahrestag eine Gedenkzeremonie abgehalten hatte.

### Erklärungen Begins und Ben Gurions

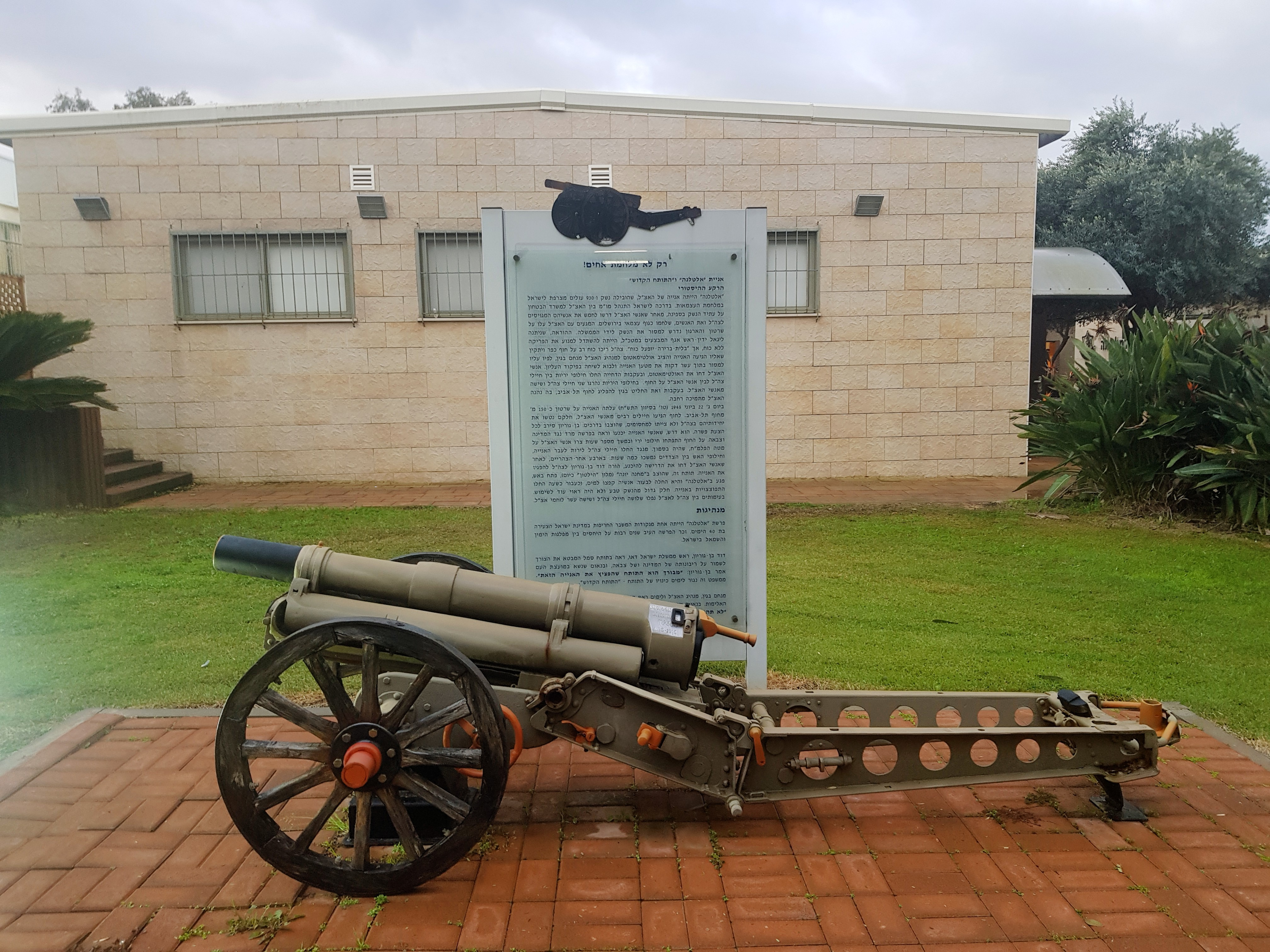
„Heilige Kanone“, 2021

In einer über den Sender der Irgun ausgestrahlten Radioansprache an die Nation bestand Begin darauf, dass die Waffenlieferung keinesfalls eine Provokation gewesen und Tage vor der Ankunft mit der Regierung abgestimmt worden sei. Diskussionen habe es nur über die Verteilung der Waffen gegeben, und als es in Kfar Vitkin zu Kämpfen kam, sei er mit der Altalena nach Tel Aviv gekommen, um den Streit beizulegen. Ben Gurion, der in der Vergangenheit immer ausländischen Kräften und insbesondere den Briten nachgegeben habe, habe befohlen, die von Israel dringend benötigte Waffenlieferung zu beschießen, um in einer innerisraelischen Auseinandersetzung Stärke zu zeigen. Ben Gurion sei nicht verhandlungsbereit gewesen und die Regierungskräfte hätten sogar auf Verwundete im Wasser geschossen, als die Altalena schon die weiße Flagge gehisst hatte und in Brand geschossen war. Zum Ende appellierte er an seine Anhänger, friedlich zu bleiben und nicht ihre Hand gegen ihre Brüder zu erheben.
Ben Gurion erklärte in einer Ansprache an den provisorischen Rat, die Irgun habe einen Bürgerkrieg provozieren wollen. Er sei der Irgun bei der Staatsgründung entgegengekommen, indem er ihren Kämpfern gestattet habe, in eigenständigen Einheiten der israelischen Armee beizutreten. Die Irgun und ihre Kommandeure hätten aber weiterhin versucht, Waffen und Ausrüstung anzusammeln und der regulären Armee vorzuenthalten. Kein Staat könne es zulassen, dass Privatpersonen oder nichtstaatliche Organisationen Waffen importierten und horteten und damit die staatliche Autorität gefährdeten. Die Existenz von „Rebellenbanden“ habe nicht geduldet werden können. Die Waffen der Altalena hätten in terroristische Hände fallen und den Staat gefährden können. Das Vorgehen der Irgun habe zu der Katastrophe geführt, während die Regierung gezwungen gewesen sei, unter allen Umständen die staatliche Autorität zu verteidigen. Die Zerstörung der Altalena sei der loyalste Dienst am jüdischen Gemeinwesen (Jischuv) gewesen und er rühmte die Kanone, die das Schiff versenkt hatte. (Sie wurde bekannt als „heilige Kanone“ ha-totach ha-kadosh.)

### Darstellungen und Einschätzungen
Den der Irgun nahestehenden Journalisten Arthur Koestler erinnerte der Vorgang mit wilden Straßen- und Strandkämpfen an die spanische Bürgerkriegszeit 1937 in Barcelona. Er berichtete von Soldaten, die auf verzweifelt schwimmende Irgunmitglieder schossen, während auf der brennenden Altalena die weiße Flagge wehte.
Lankin widersprach in seinem autobiographischen Buch The Story of the Commander of the Altalena der Darstellung von Ben Gurion, die Regierung wäre von dem Waffentransport überrascht worden. Ein geplanter Staatsstreich sei eine unerhörte Anschuldigung, die mit den Fakten nicht in Einklang zu bringen sei.
Beteiligte auf Seiten der Regierung und des Militärs äußerten sich jahrelang kaum zu den Vorfällen.
Ehud Sprinzak, ein Experte für Rechtsextremismus in Israel, kam 1999 zu dem Schluss, dass für Ben Gurion die Forderung Begins nach Waffenlieferungen an der sich herausbildenden Zentralregierung seiner Arbeiterpartei vorbei inakzeptabel war und auch eine Gelegenheit bot, dem Kontrahenten eine Lektion zu erteilen und die Staatsmacht und somit seine Macht zu konsolidieren. Die Maßnahmen von Ben Gurion seien aber übertrieben rücksichtslos gewesen, während mit etwas Nachgiebigkeit und Einfühlungsvermögen die Tragödie hätte vermieden werden können. Es sei klar, dass die Irgun keine Putschpläne hatte. Begin habe mit der Waffenlieferung Israel im Krieg gegen die Araber unterstützen wollen; er habe die Unnachgiebigkeit Ben Gurions zu spät erkannt, aber am Ende geholfen, einen Bürgerkrieg abzuwenden.

### Aufarbeitung und Auswirkung auf die Politik

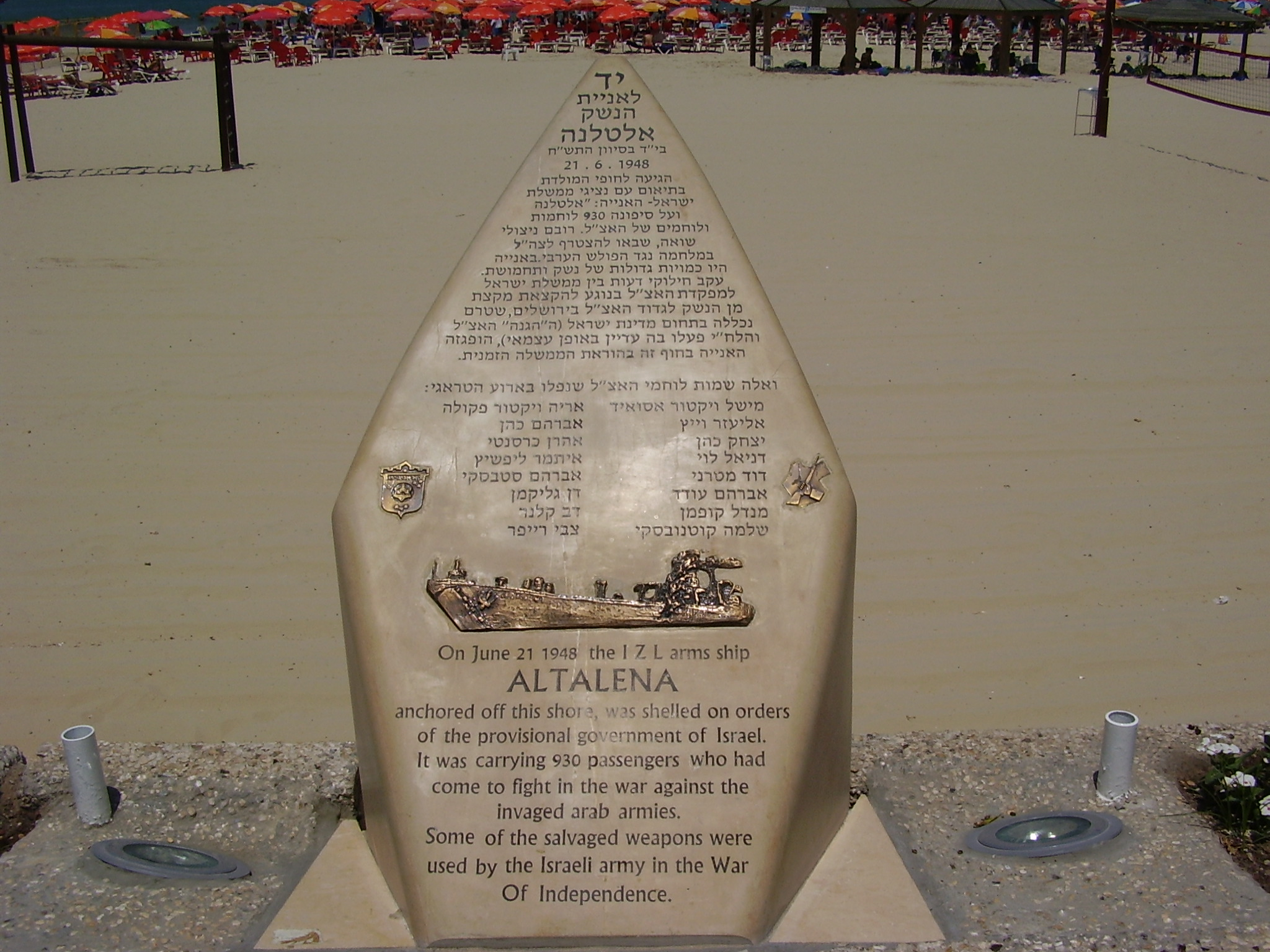
Gedenkstein am Strand von Tel Aviv

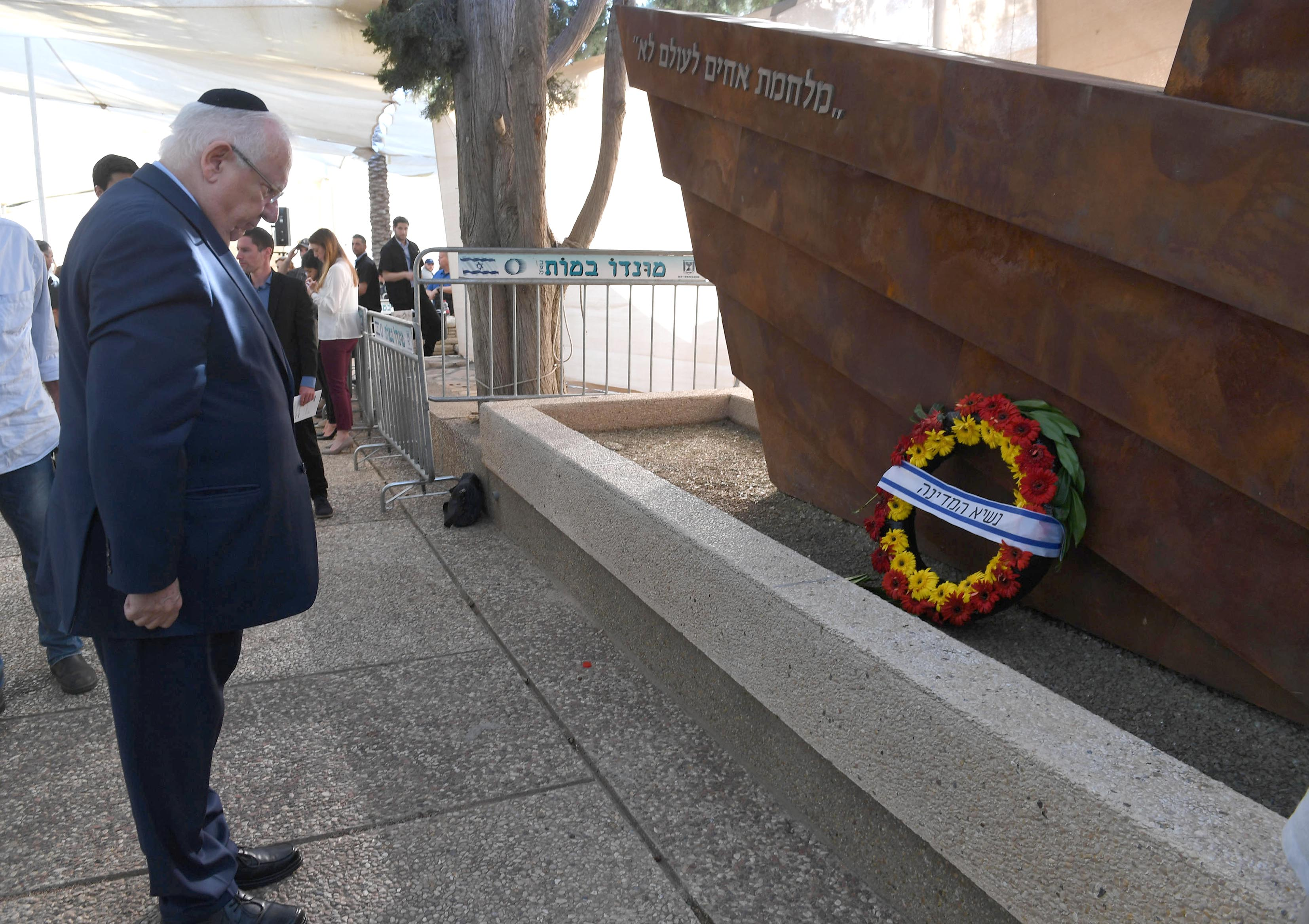
Präsident Rivlin bei Trauerfeier 2018

Die Regierung der Arbeiterpartei und die israelischen Streitkräfte vermieden über Jahrzehnte die Erinnerung an den Vorfall. In Schulbüchern und in den Museen der Palmach und der Haganah wurde der Vorgang ignoriert und marginalisiert. Dagegen begingen die Irgun-Anhänger jährliche Trauerfeiern für ihre Kameraden, die durch die „Hände Kains“ getötet worden seien. In der Knesset warf Begin der Regierung 1959 Mord vor und Generationen von Likudmitgliedern sahen die Altalena-Affäre als „Mord“ an.
1977 wurde Begin Ministerpräsident und die israelische Rechte war nicht mehr in der Minderheit. Etwa fünfzig Jahre nach der Altalena-Affäre wurde Rabin von Jigal Amir erschossen. Während die Nation trauerte, wurde das rechtfertigende Gerücht in Umlauf gesetzt, seine Ermordung sei die Rache für seinen Anteil an der Beschießung der Altalena. Die Versenkung der Altalena nährte weiterhin die Feindschaft der politischen Lager, erwies sich aber auch als ein mahnendes Beispiel, weder die Regierung zu rebellisch herauszufordern, noch von Regierungsseite vermeidbare Gewalt gegen oppositionelle Gruppen auszuüben.

## Film
Ilama Tsur: Altalena, Dokumentarfilm von 1994, 53 Minuten